# Психеделичен соул
Психеделичният соул, наричан също блек рок (черен рок), е поджанр на соул музиката, който съчетава особеностите на соула с психеделичния рок. В края на 60-те получава известност, която продължава и през 70-те. Играе важна роля при развитието на фънка и диското. Сред най-видните представители на този жанр са: Марвин Гей, „Парламънт-Фънкаделик“, „Сюпримс“ и „Темптейшънс“.